# Kuroch (Gran Polonia)
Kuroch es un pueblo en el distrito administrativo de la gmina de Odolanów, inserta en el distrito de Ostrów Wielkopolski, Voivodato de Gran Polonia, en el centro oeste de Polonia., Se encuentra aproximadamente a 8 kilómetros al norte de Odolanów, a 6 kilómetros al oeste de Ostrów Wielkopolski, y a 99 kilómetros al sureste de la capital regional Poznań.